# Liste der Kirchspielslandgemeinden in Schleswig-Holstein bis 1934
In den drei Kreisen Husum, Norderdithmarschen und Süderdithmarschen stellten die Kirchspielslandgemeinden ab 1867 die unterste Stufe der Verwaltung analog zu den Landgemeinden in den anderen Kreisen der preußischen Provinz Schleswig-Holstein dar. Die in den Kirchspielslandgemeinden als "Untereinheiten" vorhandenen Dorfschaften, Dorfgemeinden und im Kreis Husum auch Köge wurden im Jahr 1934 oft zu selbständigen Landgemeinden. In der Regel geschah dies am 1. April 1934, im Kreis Husum in manchen Fällen auch erst am 1. Dezember 1934. In Einzelfällen ist das Datum nicht mehr feststellbar.

## Kreiskürzel
- HEI: Kreis Norderdithmarschen
- HUS: Kreis Husum
- MED: Kreis Süderdithmarschen

## Liste
| Kirchspiels- landgemeinde | Kreis | Datum      | Fläche 1930 in km2 | Einw. 1925 | Verbleib |
| ------------------------- | ----- | ---------- | ------------------ | ---------- | --- |
| Albersdorf                | MED   | 01.04.1934 | 117,60             | 5639       | Albersdorf, Arkebek, Bunsoh, Immenstedt, Jützbüttel, Offenbüttel, Osterrade, Röst, Schafstedt, Schrum, Süderrade, Tensbüttel, Wennbüttel |
| Bargum                    | HUS   | 01.12.1934 | 17,22              | 595        | Bargum |
| Barlt                     | MED   | 01.04.1934 | 20,05              | 976        | Barlt, Barlter Alten- und Neuendeich |
| Bordelum                  | HUS   | 01.12.1934 | 34,72              | 1518       | Bordelum |
| Breklum                   | HUS   | 01.12.1934 | 61,78              | 2608       | Almdorf, Breklum, Högel, Lütjenholm, Sönnebüll, Struckum, Vollstedt |
| Brunsbüttel               | MED   | 01.04.1934 | 31,59              | 2253       | Brunsbüttel, Mühlenstraßen, Osterbelmhusen, Ostermoor, Westerbelmhusen |
| Burg                      | MED   | 01.04.1934 | 49,98              | 4340       | Brickeln, Buchholz, Burg in Dithmarschen, Kuden, Quickborn |
| Büsum                     | HEI   | 01.04.1934 | 23,70              | 3477       | Büsum, Büsumer Deichhausen, Oesterdeichstrich, Warwerort, Westerdeichstrich |
| Delve                     | HEI   | 01.04.1934 | 28,21              | 1169       | Bergewöhrden, Delve, Hollingstedt, Schwienhusen |
| Drelsdorf                 | HUS   | 01.04.1934 | 34,72              | 1518       | Ahrenshöft, Bohmstedt, Drelsdorf |
| Eddelak                   | MED   | 01.04.1934 | 38,32              | 3118       | Averlak, Behmhusen, Blangenmoor-Lehe, Dingen, Warfen, Westerbüttel |
| Hattstedt                 | HUS   | 01.04.1934 | 43,43              | 1785       | Hattstedt, Hattstedtermarsch, Horstedt, Wobbenbüll |
| Hemme                     | HEI   | 01.04.1934 | 16,39              | 804        | Hemme |
| Hemmingstedt              | MED   | 01.04.1934 | 26,06              | 1886       | Braaken, Hemmingstedt, Lieth, Lohe, Rickelshof |
| Hennstedt                 | HEI   | 01.04.1934 | 81,48              | 4130       | Barkenholm, Hägen, Hennstedt, Kleve, Linden, Norderheistedt, Schlichting, Süderheistedt, Wiemerstedt |
| Joldelund                 | HUS   | 01.04.1934 | 43,46              | 910        | Goldebek, Goldelund, Joldelund, Kolkerheide |
| Langenhorn                | HUS   | 01.12.1934 | 47,47              | 1715       | Langenhorn |
| Lunden                    | HEI   | 01.04.1934 | 65,84              | 4309       | Dahrenwurth, Flederwurth, Groven, Krempel, Lehe, Lunden, Mahde-Wollersum, Nesserdeich, Preil, Rehm-Flehde-Bargen, Sankt Annen-Damm, Sankt Annen-Neufeld, Sankt Annen-Österfeld                                                                  |
| Marne                     | MED   | 01.04.1934 | 73,85              | 5088       | Diekhusen, Fahrstedt, Helse-Helserdeich-Dahrenwurth, Kannemoor, Kattrepel, Marnerdeich, Marner Neuenkoogsdeich, Norderwisch, Ramhusen, Rösthusen, Sankt Michaelisdonn, Schmedeswurth, Süderwisch, Trennewurth-Trennewurtherdeich, Volsemenhusen |
| Mildstedt                 | HUS   | 01.04.1934 | 71,24              | 4264       | Ipernstedt, Mildstedt, Oldersbek, Osterhusum, Rantrum, Rödemis, Rosendahl, Südermarsch |
| Neuenkirchen              | HEI   | 01.04.1934 | 25,14              | 1173       | Neuenkirchen |
| Nordermeldorf             | MED   | 01.04.1934 | 29,98              | 1281       | Barsfleth, Epenwöhrden, Ketelsbüttel, Thalingburen |
| Norderwöhrden             | HEI   | 01.04.1934 | 18,44              | 510        | Norderwöhrden |
| Nordhastedt               | MED   | 01.04.1934 | 21,99              | 1339       | Nordhastedt, Osterwohld, Westerwohld |
| Olderup                   | HUS   | 01.04.1934 | 15,64              | 546        | Arlewatt, Olderup |
| Ostenfeld                 | HUS   | 01.04.1934 | 66,38              | 1994       | Ostenfeld, Winnert, Wittbek |
| Schobüll                  | HUS   | 01.12.1934 | 7,82               | 384        | Schobüll |
| Schwabstedt               | HUS   | 01.12.1934 | 36,86              | 1753       | Fresendelf, Hollbüllhuus, Hude, Ramstedt, Schwabstedt, Schwabstedter Westerkoog, Süderhöft, Wisch |
| Schwesing                 | HUS   | 01.04.1934 | 81,63              | 2321       | Ahrenviöl, Ahrenviölfeld (ab dem 1. Dezember 1934), Hochviöl, Immenstedt, Oster-Ohrstedt, Schwesing, Wester-Ohrstedt |
| Süderhastedt              | MED   | 01.04.1934 | 69,95              | 3944       | Eggstedt, Frestedt, Großenrade, Hindorf, Hochdonn, Hopen, Kleinhastedt, Süderhastedt, Westdorf |
| Südermeldorf-Geest        | MED   | 01.04.1934 | 95,15              | 3950       | Bargenstedt, Farnewinkel, Fiel, Gudendorf, Krumstedt, Lehrsbüttel, Nindorf, Odderade, Sarzbüttel, Windbergen, Wolmersdorf |
| Südermeldorf-Marsch       | MED   | 01.04.1934 | 31,55              | 1863       | Ammerswurth, Busenwurth, Eesch, Elpersbüttel |
| Süderwöhrden              | MED   | 01.04.1934 | 17,53              | 108        | Großbüttel, Hohenwöhrden, Neuenkrug, Neuenwisch, Wackenhusen, Walle, Wöhrden |
| Tellingstedt              | HEI   | 01.04.1934 | 141,92             | 6426       | Dellstedt, Dörpling, Gaushorn, Glüsing, Hövede, Lendern, Lüdersbüttel, Oesterborstel, Pahlen, Rederstall, Schalkholz, Schelrade, Tellingstedt, Tielenhemme, Wallen, Wellerhop, Welmbüttel, Westerborstel, Wrohm                                 |
| Viöl                      | HUS   | 01.04.1934 | 96,10              | 2547       | Behrendorf, Bondelum, Boxlund, Brook, Eckstock, Haselund, Hoxtrup, Kollund, Kragelund, Löwenstedt, Norstedt, Ostenau, Pobüll, Sollwitt, Spinkebüll, Viöl                                                                                        |
| Weddingstedt              | HEI   | 01.04.1934 | 39,08              | 1920       | Borgholz, Ostrohe, Stelle-Wittenwurth, Weddinghusen, Weddingstedt, Wesseln |
| Wesselburen               | HEI   | 01.04.1934 | 79,83              | 3671       | Haferwisch-Poppenwurth, Hassenbüttel, Hellschen-Heringsand-Unterschaar, Hillgroven, Jarrenwisch-Hödienwisch, Norddeich, Reinsbüttel, Schülp, Strübbel, Süderdeich, Wehren-Oken, Wesselburener Deichhausen, Wesselburenerkoog                    |

## Keine Aufteilung
Einige Kirchspielslandgemeinden wurden nicht in mehrere Gemeinden aufgeteilt, sondern ohne Veränderungen in normale Landgemeinden überführt.

## Sonderfall Nordhastedt
Die am 1. April 1934 entstandenen Gemeinden Osterwohld und Westerwohld wurden bereits am 1. April 1936 in die Gemeinde Nordhastedt eingegliedert. Somit entsprach die dann neu entstandene Gemeinde Nordhastedt der bis 1934 bestehenden Kirchspielslandgemeinde gleichen Namens.

## Sonderfall Süderwöhrden
Die am 1. April 1934 durch Auflösung der Kirchspielslandgemeinde Süderwöhrden entstandenen neuen Gemeinden wurden bereits am 1. April 1938 in die Gemeinde Süderwöhrden eingegliedert. Somit entsprach die dann neu entstandene Gemeinde Süderwöhrden der bis 1934 bestehenden Kirchspielslandgemeinde gleichen Namens.

## Sonderfall Viöl
Die Kirchspielslandgemeinde Viöl wurde am 1. Februar 1934 aufgelöst und in 16 neue Gemeinden aufgeteilt. Am 1. Dezember 1934 wurde durch mehrere Zusammenschlüsse die Anzahl der Gemeinden wieder auf acht reduziert:
- Haselund, Brook und Kollund wurden zur Gemeinde Haselund zusammengeschlossen.
- Hoxtrup und Kragelund wurden zur Gemeinde Hoxtrup zusammengeschlossen.
- Löwenstedt und Ostenau wurden zur Gemeinde Löwenstedt zusammengeschlossen.
- Norstedt und Spinkebüll wurden zur Gemeinde Norstedt zusammengeschlossen.
- Sollwitt und Pobüll wurden zur Gemeinde Sollwitt zusammengeschlossen.
- Viöl, Boxlund und Eckstock wurden zur Gemeinde Viöl zusammengeschlossen.